# Обана (Вісконсин)
Обана (англ. Odanah) — переписна місцевість (CDP) в США, в окрузі Ешленд штату Вісконсин. Населення — 47 осіб (2020).

## Географія
Обана розташована за координатами 46°36′38″ пн. ш. 90°42′4″ зх. д. / 46.61056° пн. ш. 90.70111° зх. д. (46.610688, -90.701220).  За даними Бюро перепису населення США в 2010 році переписна місцевість мала площу 1,35 км², з яких 1,29 км² — суходіл та 0,05 км² — водойми.

## Демографія
Згідно з переписом 2010 року, у переписній місцевості мешкало 13 осіб у 6 домогосподарствах у складі 5 родин. Густота населення становила 10 осіб/км².  Було 6 помешкань (4/км²).
Расовий склад населення:
| - 100,0 % — корінних американців |

До двох чи більше рас належало 0,0 %. Частка іспаномовних становила 7,7 % від усіх жителів.
За віковим діапазоном населення розподілялося таким чином: 7,7 % — особи молодші 18 років, 84,6 % — особи у віці 18—64 років, 7,7 % — особи у віці 65 років та старші. Медіана віку мешканця становила 42,5 року. На 100 осіб жіночої статі у переписній місцевості припадало 116,7 чоловіків;  на 100 жінок у віці від 18 років та старших — 100,0 чоловіків також старших 18 років.
Цивільне працевлаштоване населення становило 1 особа. Основні галузі зайнятості: мистецтво, розваги та відпочинок — 100,0 %.